# Élections législatives du Cameroun britannique de 1959
Des élections législatives ont eu lieu au Cameroun britannique le 24 janvier 1959. Elles se soldent par la victoire du Parti démocratique national du Kamerun (PDNK), qui remporte 14 des 26 sièges de la Chambre d'assemblée.

## Résultats
Sur les douze sièges remportés par l'alliance Congrès national du Kamerun (CNK)-Parti populaire du Kamerun (PPK), huit l'ont été par le CNK et quatre par le PPK.
| Partis politiques                                                  | Voix   | %      | Sièges | +/-     |
| ------------------------------------------------------------------ | ------ | ------ | ------ | ------- |
| Parti démocratique national du Kamerun (PDNK)                      | 73305  | 53.42  | 14     | +9      |
| Congrès national du Kamerun (CNK)-Parti populaire du Kamerun (PPK) | 51384  | 37.45  | 12     | +4      |
| One Kamerun (OK)                                                   | 2021   | 1.47   | 0      | Nouveau |
| Indépendants                                                       | 10509  | 7.66   | 0      | Nouveau |
| Total                                                              | 137219 | 100.00 | 26     | +13     |
| Électeurs inscrits/participation                                   | 205576 |        |        |         |